# Meldin Drešković
Meldin Drešković (1998. március 26. –) montenegrói válogatott labdarúgó, a Darmstadt 98 játékosa.

## Pályafutása

### Klubcsapatokban
Drešković a montenegrói másodosztályú FK Jezero csapatában kezdte el felnőtt labdarúgó-pályafutását, a klub színeiben százötvenhét bajnoki mérkőzésen hét gólt szerzett 2014 és 2021 között. 2021 nyarán leigazolta őt a montenegrói élvonalbeli FK Sutjeska Nikšić csapata, amellyel 2022-ben montenegrói bajnoki címet ünnepelt. 2022 júniusában a magyar élvonalbeli Debreceni VSC igazolta le. A hajdúsági c sapat színeiben 63 bajnokin ötször volt eredményes. 2025. február 3-án a német Darmstadt 98 szerződtette.

### A válogatottban
Kétszeres montenegrói U19-es válogatott. A felnőtt válogatottban 2022. március 28-án mutatkozott be egy Görögország elleni barátságos mérkőzésen.

#### Mérkőzései a montenegrói válogatottban
| #  | Dátum             | Ellenfél    | Eredmény | Kiírás              | Esemény |
| -- | ----------------- | ----------- | -------- | ------------------- | ------- |
| 1. | 2022. március 28. | Görögország | 1 – 0    | barátságos mérkőzés | 90+2'   |

## Sikerei, díjai
Podgorica
- Montenegrói másodosztály bajnok: 2018–19

 FK Sutjeska Nikšić
- Montenegrói bajnok: 2021–22